# 謝金汀
謝金汀（1936年—2017年4月25日），中華民國（台灣）政治人物，苗栗縣頭份鎮人，畢業於台灣大學法律系。曾任法院推事、檢察官、庭長，後代表中國國民黨當選為第九、十屆苗栗縣縣長。謝金汀相當重視體育，任內於1984年舉辦台灣區中等學校運動會，又於1988年舉辦台灣區運動會。

## 從政歷程
- 1981年～1989年（民國70年～78年），擔任苗栗縣第九、第十屆縣長。[2]
- 1990年（民國79年），擔任台灣省政府糧食局長。
- 1993年（民國82年），擔任台灣省政府民政廳長。[3]
- 1998年（民國87年）9月，受總統府任命為臺灣省政府訴願審議委員會主任委員。[4]

## 籌備活動
- 1984年舉辦台灣區中等學校運動會
- 1988年辦理台灣區運動會